# FIFA 23
FIFA 23 é um jogo eletrônico de simulação de futebol desenvolvido pela Electronic Arts. O jogo é o último a utilizar a marca FIFA no nome e foi lançado dia 27 de setembro de 2022, para Xbox Series X/S, Xbox One, PlayStation 5, PlayStation 4,Microsoft Windows e Nintendo Switch, com uma versão reduzida
O jogador Kylian Mbappé, do Paris Saint-Germain, e a jogadora Sam Kerr, do Chelsea, serão os protagonistas. É a primeira vez que uma mulher aparece na capa global do jogo eletrônico.

## Modos de jogo
FIFA 23 contará com diversos modos de jogo, são eles: Modo Carreira, Ultimate Team, Pro Clubs e Volta Football. O jogo também será o primeiro da série a contar com a tecnologia de crossplay no lançamento. Isto significa que jogadores de Xbox Series, PlayStation e Microsoft Windows poderão competir entre si.

## Conteúdo exclusivo
Conteúdos sobre a Copa do Mundo FIFA de 2022 também serão adicionados ao jogo, incluindo jogadores, estádios e times de futebol. Também terá a Copa do Mundo de Futebol Feminino de 2023.
O futebol feminino também será incluído no jogo, a partir da uma DLC especial. Esta, provavelmente, será a última vez do torneio no jogo.

## Ligas e Competições
Uma nova liga foi adicionada: a Serie BKT, segunda divisão da Itália. O futebol feminino de clubes estará pela primeira vez no jogo, com as ligas da Inglaterra e Itália. Três ligas foram retiradas do jogo: J1 League, Liga do Brasil e Liga BBVA MX.

### Ligas Masculinas
| - Austrália - A-League - Arábia Saudita - Saudi Professional League - China - Chinese Super League - Coreia do Sul - K League - Índia - Indian Super League - Alemanha - Bundesliga - 2. Bundesliga - 3. Liga - Áustria - Austrian Football Bundesliga - Bélgica - Jupiler Pro League - Dinamarca - 3F Superliga - Escócia - Cinch Premiership - Espanha - LaLiga Santander - LaLiga Smartbank | - França - Ligue 1 Uber Eats - Ligue 2 BKT - Inglaterra - Premier League - EFL Championship - EFL League One - EFL League Two - Irlanda - League of Ireland - Itália - Serie A TIM - Serie BKT - Noruega - Eliteserien - Países Baixos - Eredivisie - Polônia - Lotto Ekstraklasa - Portugal - Liga Portugal Bwin - Romênia - Liga I - Suécia - Allsvenskan - Suíça - Swiss Super League - Turquia - Süper Lig | - Estados Unidos - Major League Soccer - Argentina - Liga Profesional de Fútbol |

### Ligas Femininas
| - Inglaterra - FA Women's Super League - França - D1 Féminine - Estados Unidos - National Women's Soccer League |

### Competições Continentais
- CONMEBOL Libertadores
- CONMEBOL Sul-Americana
- CONMEBOL Recopa
- UEFA Champions League
- UEFA Europa League
- UEFA Europa Conference League
- UEFA Super Cup
- UEFA Women's Champions League

## Equipes
Dois times novos foram adicionados nas equipes do resto do mundo: Mamelodi Sundowns e Atlético Nacional. Quatro equipes italianas, que estavam no resto do mundo, foram absorvidas em outras categorias. Benevento e Parma foram para a Serie BKT; Lecce e Monza foram para a Serie A TIM. O Crotone não teve sua licença renovada, por ir à terceira divisão italiana. Mais quatro clubes foram retirados do jogo: CSKA Moscou, Lokomotiv Moscou, Olympiacos e Spartak Moscou. Também faz parte do bloco a equipe fictícia AFC Richmond, da série televisiva Ted Lasso, contando tanto com os principais jogadores quanto o personagem-título, reproduzidos à imagem de seus atores.
Nas seleções masculinas, cinco seleções adicionadas. Catar, Croácia, Gana, Marrocos e Portugal. Foram retiradas duas seleções: Grécia e Rússia. Nas seleções femininas, quatro novas adições: a Argentina, Bélgica, Islândia e Portugal. Outras duas foram retiradas, a Austrália e Nova Zelândia.

#### Equipes do resto do mundo
| - Kaizer Chiefs - Mamelodi Sundowns - Orlando Pirates - APOEL - Atlético Nacional - Dinamo Zagreb - Hajduk Split - Al Ain - HJK - AEK Atenas - Panathinaikos - PAOK - Ferencváros - Wrexham - AFC Richmond - Slavia Praha - Sparta Praha - Viktoria Plzeň - Dynamo Kyiv - Shakhtar Donetsk - adidas All-Star - MLS All-Stars - Soccer Aid |

#### Seleções masculinas
África (CAF)
| - Camarões1 - Gana - Marrocos - Senegal1 - Tunísia1 |

Ásia (AFC)
| - Arábia Saudita1 - Austrália - Catar - China - Coreia do Sul1 - Irã1 - Japão1 |

Europa (UEFA)
| - Alemanha - Áustria - Bélgica - Croácia - Dinamarca - Escócia - Espanha - Finlândia - França | - Hungria - Inglaterra - Irlanda - Irlanda do Norte - Islândia - Itália - Noruega - País de Gales - Países Baixos | - Polônia - Portugal - República Tcheca - Romênia - Sérvia1 - Suécia - Suíça1 - Ucrânia |

América do Norte, Central e Caribe (CONCACAF)
| - Canadá - Costa Rica1 - Estados Unidos - México |

América do Sul (CONMEBOL)
| - Argentina - Brasil1 - Equador1 - Uruguai1 |

Oceania (OFC)
- Nova Zelândia

1Disponível somente na expansão da Copa do Mundo FIFA de 2022.

#### Seleções femininas
África (CAF)
- África do Sul2
- Marrocos2
- Nigéria2
- Zâmbia2

Ásia (AFC)
| - Austrália2 - China - Coreia do Sul2 | - Filipinas2 - Japão2 - Vietnã2 |

Europa (UEFA)
| - Alemanha - Bélgica - Dinamarca2 - Escócia - Espanha - França - Inglaterra - Irlanda2 | - Islândia - Itália2 - Noruega - Países Baixos - Portugal - Suécia - Suíça2 |

América do Norte, Central e Caribe (CONCACAF)
| - Canadá - Costa Rica2 - Estados Unidos - Haiti2 | - Jamaica2 - México - Panamá2 |

América do Sul (CONMEBOL)
- Argentina
- Brasil
- Colômbia2

Oceania (OFC)
- Nova Zelândia2

2Disponível somente na expansão da Copa do Mundo Feminina FIFA de 2023.

## Estádios
Foram adicionados 8 novos estádios ao jogo. Mas o jogo perde três estádios: Panasonic Stadium Suita, Azteca e Otkritie Arena.
Os estádios em destaque são novos no jogo.
| - Alemanha - BayArena (Bayer Leverkusen) - Borussia-Park (Borussia Mönchengladbach) - Deutsche Bank Park (Eintracht Frankfurt) - Europa-Park Stadion (Freiburg) - HDI-Arena (Hannover 96) - Home Deluxe Arena (Paderborn) - Max-Morlock-Stadion (Nürnberg) - Mercedes-Benz Arena (Stuttgart) - Merkur Spiel-Arena (Fortuna Düsseldorf) - Mewa Arena (Mainz 05) - Olympiastadion (Hertha Berlin e Alemanha) - PreZero Arena (Hoffenheim) - Red Bull Arena (Leipzig) - RheinEnergieStadion (Köln) - Schüco Arena (Arminia Bielefeld) - Signal Iduna Park (Borussia Dortmund) - Stadion An der Alten Försterei (Union Berlin) - Veltins-Arena (Schalke 04) - Volksparkstadion (Hamburgo) - Volkswagen Arena (Wolfsburg) - Weserstadion (Werder Bremen) - WWK-Arena (Augsburg) - Arábia Saudita - King Abdullah Sports City (Al-Ittihad e Al-Ahli) - King Fahd Stadium (Al-Hilal, Al-Shabab, Al-Nassr e Arábia Saudita) - Argentina - La Bombonera (Boca Juniors) - Libertadores de América (Independiente) - Presidente Perón (Racing) - Canadá - BC Place (Vancouver Whitecaps e Canadá) | - Espanha - Balaídos (Celta Vigo) - Benito Villamarín (Real Betis) - Ciutat de València (Levante) - Cívitas Metropolitano (Atlético de Madrid) - Coliseum Alfonso Pérez (Getafe) - El Alcoraz (Huesca) - El Sadar (Osasuna) - Gran Canaria (Las Palmas) - José Zorrilla (Real Valladolid) - La Cerámica (Villarreal) - La Rosaleda (Málaga) - Mendizorroza (Alavés) - Mestalla (Valencia) - Municipal de Butarque (Leganés) - Municipal de Ipurua (Eibar) - Municipal de Montilivi (Girona) - Nuevo Los Cármenes (Granada) - Nuevo Mirandilla (Cádiz) - Ramón Sánchez Pizjuán (Sevilla) - RCDE Stadium (Espanyol) - REALE Arena (Real Sociedad) - San Mamés (Athletic Bilbao) - Santiago Bernabéu (Real Madrid e Espanha) - Vallecas (Rayo Vallecano) - Visit Mallorca Estadi (Mallorca) - Estados Unidos - Banc of California Stadium (Los Angeles FC) - Dignity Health Sports Park (Los Angeles Galaxy e Estados Unidos) - Lumen Field (Seattle Sounders) - Mercedes-Benz Stadium (Atlanta United) - Providence Park (Portland Timbers) - Red Bull Arena (New York Red Bulls) - França - Parc des Princes (Paris Saint-Germain e França) - Parc Olympique Lyonnais (Lyon) - Stade Vélodrome (Olympique de Marseille) | - Inglaterra - Academy Stadium (Manchester City Feminino) - Anfield (Liverpool) - Bramall Lane (Sheffield United) - Brentford Community Stadium (Brentford) - Britannia Stadium (Stoke City) - Carrow Road (Norwich City) - City Ground (Nottingham Forest)1 - Craven Cottage (Fulham) - Elland Road (Leeds United) - Emirates Stadium (Arsenal) - Etihad Stadium (Manchester City) - Fratton Park (Portsmouth) - Goodison Park (Everton) - King Power Stadium (Leicester City) - Kirklees Stadium (Huddersfield Town) - Loftus Road (Queens Park Rangers) - London Stadium (West Ham United) - MKM Stadium (Hull City) - Molineux Stadium (Wolverhampton) - Old Trafford (Manchester United) - Riverside Stadium (Middlesbrough) - Selhurst Park (Crystal Palace) - St. James' Park (Newcastle United) - St. Mary's Stadium (Southampton) - Stadium of Light (Sunderland) - Stamford Bridge (Chelsea) - The AMEX Stadium (Brighton & Hove Albion) - The Hawthorns (West Bromwich Albion) - Tottenham Hotspur Stadium (Tottenham) - Turf Moor (Burnley) - Vicarage Road (Watford) - Villa Park (Aston Villa) - Vitality Stadium (Bournemouth) - Wembley Stadium (Inglaterra) - Itália - Juventus Stadium (Juventus) - San Siro (Milan e Internazionale) - Países Baixos - Johan Cruijff Arena (Ajax e Países Baixos) - Philips Stadion (PSV Eindhoven) - País de Gales - Cardiff City Stadium (Cardiff City) - Liberty Stadium (Swansea City) - Portugal - Estádio do Dragão (Porto) - Estádio da Luz (Benfica) - Turquia - Atatürk Olympic Stadium (Turquia) - Ucrânia - Donbass Arena (Shakhtar Donetsk) |  |

1Estádio adicionado via DLC.

### Estádios fictícios
| - Al Jayeed Stadium - Aloha Park - Arena del Centenario - Arena d'Oro - Court Lane - Crown Lane - Eastpoint Arena - El Grandioso - El Libertador - Estadio de las Artes - Estadio El Medio | - Estadio Presidente G.Lopes - Euro Park - FIFAe Stadium - Forest Park Stadium - FUT Stadium - Ivy Lane - Longville Stadium - Molton Road - O Dromo - Oktigann Park - Sanderson Park | - Stade Municipal - Stadio Classico - Stadion 23. Maj - Stadion Europa - Stadion Hanguk - Stadion Neder - Stadion Olympik - Town Park - Union Park Stadium - Waldstadion |  |

### Estádios do VOLTA FOOTBALL
| - Armazém - Art Festival - Base em Marte - Berlim - Buenos Aires - Cidade do Cabo - Cidade do México - Cidade do VOLTA - Dubai - Estacionamento | - Favela - Festa da Praia - Festa de Rua - Lagos - Londres - Miami - Milão - Nova Iórque - Paris - Praça de Barcelona | - Roma - Ruas de Paris - Ruínas de gelo - Realeza do Futebol - São Paulo - Sydney - Tóquio - Venice Beach - Viaduto de Amsterdã |  |

## Trilha sonora
A trilha sonora do FIFA 23 conta com 56 músicas de artistas de várias partes do mundo:
| - Alewya - "Jagna" - Ark Woods - "First Flight to Mars" - Bad Bunny ft. Bomba Estéreo - "Ojitos Lindos" - Badshah, J Balvin & Tainy - "Voodoo" - Bakermat - "Madan (King)" - Bianca Costa - "Ounana" - Biig Piig - "FUN" - blackwave. ft. Abhi the Nomad - "a-okay" - Bru-C - "Playground" - Chappaqua Wrestling - "Full Round Table" - Crooked Colours - "Feel It" - Cryalot - "Hurt Me" - Danger Mouse, Black Thought & Michael Kiwanuka - "Aquamarine" - Daniela Lalita - "Tenía Razón" - FKA twigs ft. Shygirl - "Papi Bones" - Flume ft. Caroline Polachek - "Sirens" - George FitzGerald ft. Panda Bear - "Passed Tense" - Gorillaz - "Baby Queen" - Greentea Peng - "Stuck in the Middle" - Haich Ber Na - "So Sick of Me" - Hak Baker - "Bricks in the Wall" - Harry Stone - "Daydreaming" - Hayden James, Cassian & Elderbrook - "On Your Own" - Ibeyi ft. Pa Salieu - "Made of Gold" - James BKS ft. The Big Hash - "High Level" - The Knocks ft. Totally Enormous Extinct Dinosaurs - "Walking on Water" - Labrinth - "Lift Off" - Lane 8 ft. Arctic Lake - "All I Want" | - M.I.A. - "Beep" - MilkBlood - "Disco Closure" - moa moa - "Drive" - Muddy Monk - "SMTHNG" - Nathan Day - "Hello Alien" - Nia Archives - "Forbidden Feelingz" - Niko B - "Rips in Jeans" - Odesza - "Behind the Sun" - Phantoms ft. Big Wild - "Firepit" - Pheelz ft. BNXN - "Finesse" - Phoenix ft. Ezra Koenig - "Tonight" - Pongo - "Kuzola" - Role Model - "forever&more" - Rosalía - "Saoko" - Rose Gray - "Prettier Than You" - Sampa the Great ft. Angélique Kidjo - "Let Me Be Great" - San Holo - "All the Highs" - Sea Girls - "Falling Apart" - SOFY - "Big Talk" - SOHN - "MIA" - Stromae - "Fils de Joie" - Trueno ft. Victor Heredia - "TIERRA ZANTA" - Tseba ft. Electric Fields - "Must Be Love" - Venice - "Can't Sleep" - Willow Kayne - "White City" - Wings of Desire - "Choose a Life" - Yeah Yeah Yeahs ft. Perfume Genius - "Spitting off the Edge of the World" - Young Fathers - "Rice" |  |